# Хокинс, Гарольд
Гарольд Инглбай Хокинс (англ. Harold Ingleby Hawkins; 22 июля 1886, Лондон, Великобритания — 16 июня 1917, Аррас, Франция) — британский стрелок, призёр летних Олимпийских игр.
Хокинс принял участие в летних Олимпийских играх в Лондоне в четырёх дисциплинах по стрельбе из винтовки. Он стал серебряным призёров в стрельбе по исчезающей мишени, также занял 6-е место в стрельбе среди команд на 300 метров, 8-е в стрельбе лёжа и 13-е в стрельбе по подвижной мишени.